# جيمس كارول (سياسي)
جيمس كارول (بالإنجليزية: James Carroll)‏ هو سياسي أسترالي، ولد في 1855، وتوفي في 13 يوليو 1927. حزبياً، نشط في Protectionist Party ‏. وقد انتخب عضو الجمعية التشريعية نيو ساوث ويلز.